# Meglio di sera
Meglio di sera è un singolo della cantautrice maltese Emma Muscat, pubblicato il 25 giugno 2021.
Il brano vede la collaborazione del cantante spagnolo Álvaro de Luna e del rapper italiano Astol, con cui ha collaborato precedentemente nel singolo Sangria.

## Descrizione
Il brano, scritto da tutti e tre gli artisti con Eugenio Maimone, Fabio Pizzoli, Jacopo Angelo Ettorre, in arte Jacopo Èt, e Vincenzo Colella, è prodotto da ITACA, team fondato dal duo musicale Merk & Kremont.

## Video musicale
Il video musicale, diretto da Steven Levi Vella, è stato pubblicato il 30 giugno 2021 attraverso il canale YouTube della Warner Music Italy.

## Tracce
Testi di Emma Louise Marie Muscat, Álvaro de Luna, Eugenio Maimone, Fabio Pizzoli, Jacopo Angelo Ettorre, Pasquale Giannetti e Vincenzo Colella, musiche di Eugenio Maimone, Federico Mercuri, Giordano Cremona e Leonardo Grillotti.
1. Meglio di sera (feat. Álvaro de Luna e Astol) – 2:56

## Formazione
- Emma Muscat – voce
- Álvaro de Luna – voce
- Pasquale "Astol" Giannetti – voce
- Eugenio Maimone – batteria, basso, fiati, pianoforte, tastiere, sintetizzatore, musica per archi
- Giorgio De Petri – chitarra
- Federico Mercuri – batteria, basso, fiati, pianoforte, tastiere, sintetizzatore, musica per archi, produzione
- Giordano Cremona – batteria, basso, fiati, pianoforte, tastiere, sintetizzatore, musica per archi, produzione
- Keith Muscat – registrazione vocale
- Leonardo Grillotti – batteria, basso, fiati, pianoforte, tastiere, sintetizzatore, musica per archi
- Mario D'Amario – fisarmonica

## Classifiche
| Classifica (2021) | Posizione massima |
| ----------------- | ----------------- |
| Italia            | 55                |